# تجمع بدوي رحش (المكلا)

تعديل مصدري - تعديل

تجمع بدوي رحش هي إحدى قرى عزلة المكلا بمديرية المكلا التابعة لمحافظة حضرموت، بلغ تعداد سكانها 100 نسمة حسب تعداد اليمن لعام 2004.